# The Alan Parsons Project
The Alan Parsons Project was een Britse progressieve rockband uit de late jaren 70 tot eind jaren 80. De band is opgericht door Alan Parsons en Eric Woolfson.

## Muziekstijl
De albums van The Alan Parsons Project vertonen vrijwel allemaal eenzelfde kenmerkende structuur:
- Het zijn conceptalbums.
- Het album begint met een instrumentaal intro dat overvloeit in het eerste nummer.
- Halverwege de B-kant van de lp staat weer een instrumentaal nummer.
- Het laatste nummer is meestal een rustig nummer of een ballad.

Vooral de vroegere albums lijken te zijn geïnspireerd door Pink Floyds Dark Side of the Moon. Aan dit album werkte Parsons mee als geluidstechnicus.
Een andere merkwaardigheid van The Alan Parsons Project is de sterk wisselende bezetting. Vooral de zang leek steeds te worden afgewisseld tussen Woolfson (die vooral de langzamere nummers en de ballades voor zijn rekening nam) en een grote verscheidenheid aan gastvocalisten, die speciaal gekozen lijken te zijn vanwege hun specifieke zangstijl, om die zo goed mogelijk te laten aansluiten bij de stijl en de sfeer van ieder nummer. Een sprekend voorbeeld hiervan is de voormalige zanger van de Zombies, Colin Blunstone in het nummer "Old and Wise".
Volgens velen vormen vooral Alan Parsons en Eric Woolfson de kern van The Alan Parsons Project. Woolfson was accountant van beroep, maar daarnaast een klassiek geschoolde componist en pianist. Woolfson schreef dan ook alle muziek en teksten. Parsons was een succesvolle producer. Samen streefden zij naar de grootst mogelijke perfectie in hun muziek.
Ook Andrew Powell (componist en arrangeur), Ian Bairnson (gitaar) en Richard Cottle (synthesizer en saxofoon) waren in sterke mate bepalend voor het specifieke geluid van de band.

## Bezetting
- Alan Parsons, keyboards, producent, techniek;
- Eric Woolfson, keyboards, uitvoerend producent (overleden op 2 december 2009 aan de gevolgen van kanker)
- Andrew Powell, keyboards, orkestarrangementen;
- Ian Bairnson, gitaar
- David Paton, bas (1975-1985)
- Laurie Cottle, bas (1985-1987)
- Stuart Tosh, drums, percussie (1975-1977)
- Stuart Elliott, drums, percussie (1977-1987)
- Mel Collins, saxofoon, keyboards (1980-1984)
- Richard Cottle, saxofoon, keyboards (1984-1987)
- Zang: Eric Woolfson, Lenny Zakatek, John Miles, Chris Rainbow, Colin Blunstone, David Paton, Terry Sylvester en vele anderen.

Het album Freudiana is niet onder 'The Alan Parsons Project' uitgebracht. Het is met name onder de bezielende leiding van Eric Woolfson geproduceerd, aannemelijk vanwege diens voorliefde voor het theater. De muziek op Freudiana is gebruikt in de gelijknamige musical die Woolfson produceerde (Wenen, 1990). Woolfson gebruikte overigens wel meer muziek en tekst voor zijn theaterproducties, o.a. van de albums Gaudí, Turn of a friendly card, Stereotomy en Eye in the sky,  maar die albums werden wel onder 'The Alan Parsons Project' uitgebracht.

## Discografie

### Albums
| Album met eventuele hitnotering(en) in de Nederlandse Album Top 100 | Datum van verschijnen | Datum van binnenkomst | Hoogste positie | Aantal weken | Opmerkingen                                    |
| ------------------------------------------------------------------- | --------------------- | --------------------- | --------------- | ------------ | ---------------------------------------------- |
| Tales of Mystery and Imagination                                    | 19-05-1976            | -                     | -               | -            |                                                |
| I Robot                                                             | 04-06-1977            | 30-07-1977            | 13              | 10           |                                                |
| Pyramid                                                             | 17-06-1978            | 01-07-1978            | 23              | 6            |                                                |
| Eve                                                                 | 27-08-1979            | 29-09-1979            | 40              | 3            |                                                |
| The Turn of a Friendly Card                                         | 07-11-1980            | 15-11-1980            | 17              | 12           |                                                |
| Eye in the Sky                                                      | 05-1982               | 15-5-1982             | 4               | 41           |                                                |
| The best of                                                         | 1983                  | -                     | -               | -            |                                                |
| Ammonia Avenue                                                      | 07-02-1984            | 10-03-1984            | 1 (1 wk)        | 21           |                                                |
| Vulture culture                                                     | 08-12-1984            | 02-03-1985            | 3               | 11           |                                                |
| Stereotomy                                                          | 15-11-1985            | 04-01-1986            | 13              | 10           |                                                |
| Gaudí                                                               | 28-01-1987            | 24-1-1987             | 2               | 19           |                                                |
| Limelight (Best of, vol 2)                                          | 1987                  | -                     | -               | -            |                                                |
| Popclassics (The best of)                                           | 09-10-1989            | -                     | -               | -            |                                                |
| Freudiana                                                           | 1990                  | 17-11-1990            | 51              | 8            | uitgebracht als 'Alan Parsons & Eric Woolfson' |
| The ultimate collection                                             | 1992                  | -                     | -               | -            |                                                |
| Alan Parsons                                                        |                       |                       |                 |              |                                                |
| Tales of mystery and imagination '87                                | 10-1987               | 28-11-1987            | 75              | 1            |                                                |
| Try anything once                                                   | 25-10-1993            | 16-11-1993            | 32              | 14           |                                                |
| Live (The very best of)                                             | 1994                  | 07-01-1995            | 32              | 10           |                                                |
| On air                                                              | 24-09-1996            | 21-09-1996            | 22              | 12           |                                                |
| The time machine                                                    | 28-09-1999            | 18-09-1999            | 27              | 7            |                                                |
| The definitive collection                                           | 2000                  | 26-2-2000             | 95              | 2            |                                                |
| A valid path                                                        | 24-08-2004            | -                     | -               | -            |                                                |
| The Secret                                                          | 26-04-2019            | 05-05-2019            | 20              | 2            |                                                |
| The NeverEnding Show: Live in the Netherlands                       | 05-11-2021            | -                     | -               | -            |                                                |

### Onderwerpen
- Tales of Mystery and Imagination is gebaseerd op de verhalen van de schrijver Edgar Allan Poe. De prelude van The Fall of the House of Usher is niet veel meer dan een arrangement van de opera La Chute de la maison d'Usher van Claude Debussy. Deze opera in een akte is onvoltooid gebleven en in 1973 voltooid door de Chileense componist Juan Allende Blim. Op de heruitgave op cd in 1987 is een door Orson Welles ingesproken inleiding toegevoegd.
- I Robot is een verwijzing naar het boek I, Robot (Ik, Robot) van de bekende sciencefictionschrijver Isaac Asimov. Het album wordt wel "a view of tomorrow through the eyes of today" genoemd.
- Pyramid heeft betrekking op het oude Egypte. Dit wordt "a view of yesterday through the eyes of today" genoemd.
- Eve gaat over vrouwen.
- The Turn of a Friendly Card heeft als thema gokken.
- Eye in the sky gaat over het leven en het heelal.
- Ammonia avenue gaat over de miscommunicatie tussen industriële wetenschappelijke ontwikkelingen en het publiek. Dit is in verkoopaantallen hun meest succesvolle album.
- Vulture culture is een protest tegen (over)consumptie en, vooral, de Amerikaanse popcultuur.
- Stereotomy gaat over de gezichtspunten van karakters met verschillende psychische stoornissen.
- Gaudí gaat over de architect Antoni Gaudí en zijn beroemdste werk: de kerk La Sagrada Familia.
- Freudiana gaat over het leven en de patiënten van Freud.
- On air gaat over de geschiedenis van de luchtvaart.

### Singles
| Single met eventuele hitnotering(en) in de Nederlandse Top 40 | Datum van verschijnen | Datum van binnenkomst | Hoogste positie | Aantal weken | Opmerkingen                                                                                |
| ------------------------------------------------------------- | --------------------- | --------------------- | --------------- | ------------ | ------------------------------------------------------------------------------------------ |
| The Turn of a Friendly Card                                   | 1980                  | -                     | -               | -            | #17 in de Nationale Hitparade                                                              |
| Old and Wise                                                  | 1982                  | 18-12-1982            | 19              | 6            | #19 in de Nationale Hitparade / #21 in de TROS Top 50                                      |
| Don't Answer Me                                               | 1984                  | 10-03-1984            | 7               | 9            | TROS Paradeplaat Hilversum 3 /#10 in de Nationale Hitparade / #5 in de TROS Top 50         |
| Let's Talk About Me                                           | 1985                  | 02-03-1985            | 31              | 4            | AVRO's Radio en TV-Tip Hilversum 3 / #40 in de Nationale Hitparade / #28 in de TROS Top 50 |

### NPO Radio 2 Top 2000
| Nummers met noteringen in de NPO Radio 2 Top 2000 | '99 | '00 | '01 | '02  | '03 | '04 | '05 | '06 | '07 | '08 | '09 | '10 | '11 | '12 | '13  | '14  | '15  | '16  | '17  | '18  | '19  | '20  | '21  | '22  | '23  | '24  |
| ------------------------------------------------- | --- | --- | --- | ---- | --- | --- | --- | --- | --- | --- | --- | --- | --- | --- | ---- | ---- | ---- | ---- | ---- | ---- | ---- | ---- | ---- | ---- | ---- | ---- |
| Don't Answer Me                                   | 403 | 379 | 237 | 212  | 366 | 467 | 416 | 518 | 401 | 416 | 770 | 637 | 823 | 981 | 1051 | 1167 | 1265 | 1308 | 1296 | 1457 | 1359 | 1519 | 1489 | 1681 | 1694 | 1613 |
| Eye in the Sky                                    | -   | -   | -   | 1883 | 201 | 218 | 184 | 182 | 141 | 181 | 267 | 234 | 301 | 303 | 372  | 421  | 487  | 443  | 384  | 441  | 439  | 421  | 408  | 408  | 411  | 404  |
| Old and Wise                                      | 24  | 28  | 13  | 8    | 9   | 11  | 9   | 11  | 9   | 8   | 18  | 10  | 20  | 21  | 31   | 28   | 37   | 37   | 35   | 65   | 76   | 84   | 80   | 87   | 85   | 76   |
| The Turn of a Friendly Card                       | -   | -   | -   | -    | 132 | 181 | 188 | 245 | 202 | 210 | 281 | 272 | 375 | 386 | 405  | 411  | 510  | 609  | 618  | 692  | 697  | 761  | 935  | 746  | 973  | 804  |

1. ↑  Een '-' betekent dat het nummer niet was genoteerd en een vetgedrukt getal geeft de hoogste notering van een nummer aan.

### Dvd's
| Dvd's met hitnoteringen in de DVD Top 30                    | Datum van verschijnen' | Datum van binnenkomst | Hoogste positie | Aantal weken | Opmerkingen                            |
| ----------------------------------------------------------- | ---------------------- | --------------------- | --------------- | ------------ | -------------------------------------- |
| Live in Colombia                                            | 2016                   | 04-06-2016            | 2               | 43           | als The Alan Parsons Symphonic Project |
| Tales of mystery and imagination - 40th anniversary edition | 2016                   | 10-12-2016            | 18              | 3            |                                        |

- Biblioteca Nacional de España: XX83756
- Bibliothèque nationale de France: cb139056678 (data)
- Gemeinsame Normdatei: 5075883-4
- International Standard Name Identifier: 0000 0001 0664 8340
- Library of Congress Control Number: n88638380
- MusicBrainz: f98711e5-06f7-43ed-8239-da0f61a9c460
- Nationale Bibliotheek van Tsjechië: xx0039923
- Nationale bibliotheek van Australië: 35597066
- Nationale Bibliotheek van Israël: 987007404136705171
- Nationale en Universitaire bibliotheek Zagreb: 000679038
- Système universitaire de documentation: 15851582X
- Trove: 1009105
- Virtual International Authority File: 137932026